# نيك شوماخر
نيك شوماخر (بالإنجليزية: Nick Schumacher)‏ هو لاعب كرة قاعدة أمريكي، ولد في 24 يوليو 1985 في وين في الولايات المتحدة.

## وصلات خارجية
- نيك شوماخر على موقعبيزبول رفرنس.كوم (الدوري الثانوي) (الإنجليزية)